# Тыквоцветные
Тыквоцве́тные (лат. Cucurbitales) — по современной классификации APG IV порядок цветковых растений, насчитывающий 8 семейств, 116 родов и 3 364 ботанических видов. Порядок включается в дочернюю кладу Фабиды, последовательно входящую в более крупные клады Розиды -> Суперрозиды -> Эвдикоты -> Цветковые растения.

## Ботаническое описание
Ареал охватывает тропики, частично субтропики и умеренную зону. Порядок представлен деревьями, кустарниками, травянистыми и вьющимися растениями. Одной из важнейших характеристик тыквоцветных является раздельнополые цветки. Опыление обычно осуществляется насекомыми, но бывает и опыление ветром (семейства Coriariaceae и Datiscaceae). Порядок охватывает приблизительно 2300 видов, сгруппированных в семь семейств. Крупнейшими семействами являются бегониевые с 1400 видами и тыквенные с 825 видами. Крупнейшие семейства тыквоцветных содержат несколько важных хозяйственных растений, таких как тыква, кабачок, арбуз, дыня и огурец. Бегониевые известны благодаря распространённости садоводческих видов, которых более 130.

## Классификация
В системе Кронквиста первые четыре семейства помещены в порядок Фиалкоцветные (Violales). Другие семейства распределены по разным порядкам. Представленная здесь классификация соответствует системе APG II (2003) и APG III (2009).
- Anisophylleaceae — Анизофиллеевые
- Begoniaceae — Бегониевые
- Coriariaceae — Кориариевые
- Corynocarpaceae — Коринокарповые
- Cucurbitaceae — Тыквенные
- Datiscaceae — Датисковые
- Tetramelaceae — Тетрамелесовые

В системе APG IV в порядок включается 8 семейств:
- Anisophylleaceae — Анизофиллеевые - 4 рода, 71 вид
- Apodanthaceae — Аподантовые - 2 рода, 11 видов
- Begoniaceae — Бегониевые - 2 рода, 2 196 видов
- Coriariaceae — Кориариевые, монотипный с 1 родом Кориария и 16 видами
- Corynocarpaceae — Коринокарповые, монотипный с 1 родом Коринокарпус и 5 видами
- Cucurbitaceae — Тыквенные - 103 рода, 1 061 вид
- Datiscaceae — Датисковые, монотипный с 1 родом Датиска и 2 видами
- Tetramelaceae — Тетрамелесовые - 2 рода, 2 вида

### Таксономическое положение[1]
- Cucurbitales Juss. ex Bercht. & J. Presl, 1820, Prir. Rostlin 236

Порядок Тыквоцветные включается в дочернюю кладу Фабиды, последовательно входящую в более крупные клады Розиды -> Суперрозиды -> Эвдикоты -> Цветковые растения. Кладограмма в соответствии с Системой APG IV:
|  |                          |  |                                   | порядок Тыквоцветные |  | 8 семейств |  | 116 родов |  | 3 364 вида |
|  |                          |  |                                   | порядок Тыквоцветные |  | 8 семейств |  | 116 родов |  | 3 364 вида |
|  | клада Цветковые растения |  |                                   |                      |  |            |  |           |  |            |
|  |                          |  |                                   |                      |  |            |  |           |  |            |
|  |                          |  | ещё 63 порядка цветковых растений |                      |  |            |  |           |  |            |
|  |                          |  |                                   |                      |  |            |  |           |  |            |